# Muhlenbergia filiformis
Muhlenbergia filiformis là một loài thực vật có hoa trong họ Hòa thảo. Loài này được (Thurb.) Rydb. mô tả khoa học đầu tiên năm 1905.